# Marcellino Devetak
Marcellino Devetak, slovenski javni delavec, * 9. april 1922, 
Vrh sv. Mihaela, Italija, † 31. december 1983, Vrh sv. Mihaela.

## Življenje in delo
Rodil se je v družini kamnoseka Petra in gospodinje Rože Devetak. Ljudsko šolo je obiskoval v rojstnem kraju. V Gorici se je izučil za kamnoseka. Leta 1942 je služil italijansko vojsko v Liguriji. Po kapitulaciji Italije se je v septembru 1943 pridružil partizanom kraškega bataljona, a že oktobra 1943 so ga Nemci ujeli in poslali v koncentracijsko taborišče na Bavarsko. Po osvoboditvi je bil dejaven član Demokratične fronte Slovenije, v 60-tih letih 20. stoletja pa je postal predsednik ponovno oživljenega prosvetnega društva, ki je nadaljevalo  prosvetno delo na Vrhu sv. Mihaela.